# Екотуризъм
Екотуризъм е форма на устойчив туризъм, фокусирана на посещения на относително незасегнати от антропогенно въздействие природни територии. Терминът е официално използван за първи път на една конференция на мексиканския еколог Ектор Себальос-Ласкурайн, в първата половина на 80-те години на 20 в.
В професионалните (също и в академичните) среди съществуват няколко определения за екотуризъм, сходни по смисъл.
- „Туризъм с отговорност пред околната среда по отношение на незасегнати природни територии с цел изучаване и рекреация сред природата и културните забележителности, което съдейства за опазването на природата, оказва „меко“ въздействие на околната среда, обезпечавае активното социално-икономическо участие на местните жители и получаването им на преимущества от тази дейност.“ (Международен съюз за опазване на природата)
- „Отговорен туризъм в природни територии, който съдейства за опазването на природата и подобрява благосъстоянието на местното население.“ (The Ecotourism Society)
- „Туризъм, включващ пътуване до места с относително незасегната от човека природа, за да се получи представа за природните, културно-етнографските характеристики на дадения район, което не нарушава целостта на екосистемата и създава икономически условия за опазване на околната среда и природните ресурси от местното население.“ (Световен фонд за дивата природа)